# خانقاه (هريس)
خانقاه هي قرية في مقاطعة هريس، إيران. عدد سكان هذه القرية هو 420 في سنة 2006.